# Grand Prix Develi (vrouwen)
De Grand Prix Develi was een wielerwedstrijd voor vrouwen die voor het eerst plaatsvond in 2020, de laatste editie werd een jaar later georganiseerd en gewonnen door de Russische Tatjana Antosjina. Er vond ook een wedstrijd voor mannen plaats.

## Podia
| Jaar | Datum | Afstand  | Winnaar              | Tweede              | Derde           |
| ---- | ----- | -------- | -------------------- | ------------------- | --------------- |
| 2020 | 03-09 | 110,7 km | Laura Milena Toconas | Anastasia Chursina  | Ajgoel Garejeva |
| 2021 | 18-07 | 114 km   | Tatjana Antosjina    | Margarita Syradoeva | Maryna Varenyk  |

## Overwinningen per land
| Overwinningen | Land              |
| ------------- | ----------------- |
| 1             | Colombia, Rusland |